# Ulf Sundelin

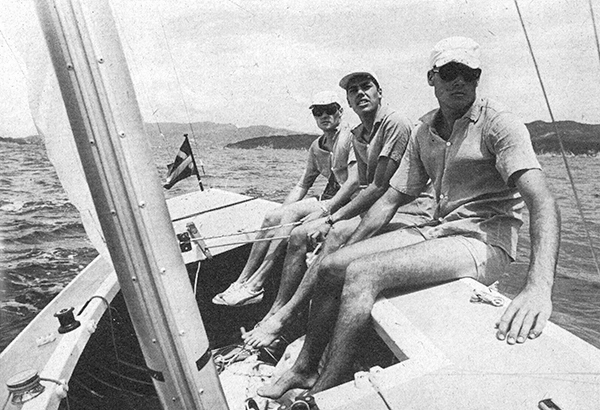
Jörgen Sundelin, Peter Sundelin och Ulf Sundelin. OS 1968.

Ulf Sundelin, född 26 augusti 1943, är en svensk före detta seglare som deltog i olympiska sommarspelen 1968 och 1972. Han blev tillsammans med sina bröder Jörgen och Peter guldmedaljör i 5,5 meters-klassen i Mexico City 1968.
Han valdes 2014 tillsammans med sina bröder Jörgen och Peter in i Svensk seglings Hall of Fame.